# Resolución 8K
8K puede hacer referencia a:
- 8K un estándar emergente para resolución en cine digital y en gráficas de computadores. El nombre deriva de la resolución horizontal, la cual es aproximadamente de 8000 píxeles.
- 8K UHDV (4320p) usada en la industria de la televisión digital, las cuales son representadas por el conteo de píxeles horizontales.

Un estudio reveló que la mayoría de consumidores no pueden diferenciar entre video 4K y video 8K.

## 8K

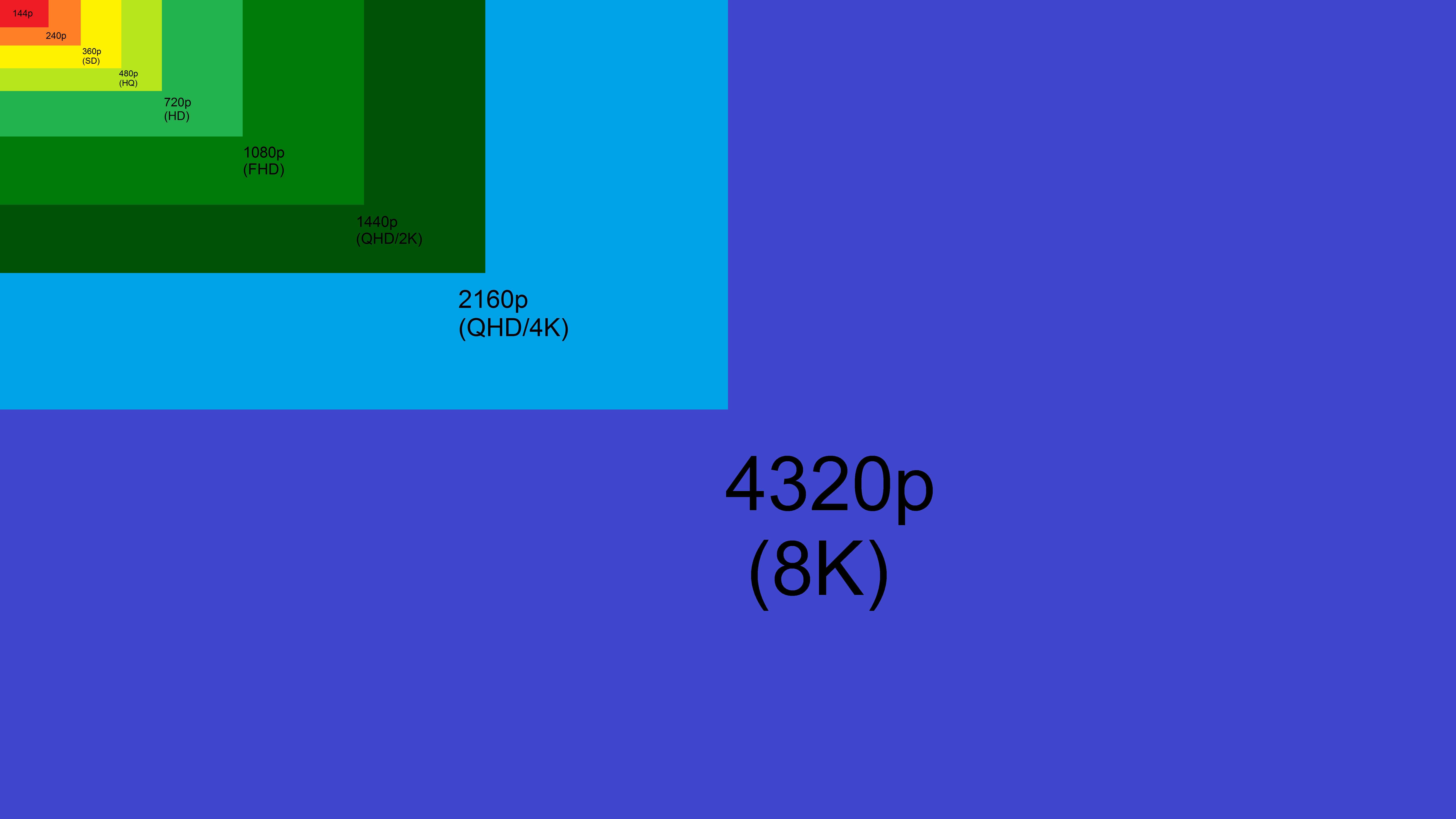
Resolución 8K comparada con otras resoluciones.

### Visión general
- Información errónea, por favor revisar*

### Resoluciones 8K
| Resolución  | Relación de aspecto | Megapíxeles | Nombre  |
| ----------- | ------------------- | ----------- | ------- |
| 8192 x 4320 | (17:9)              | 35,3        | 8K      |
| 7680 × 4320 | (16:9)              | 33,1        | 8K UHDV |

## 8K UHDV

### Visión general

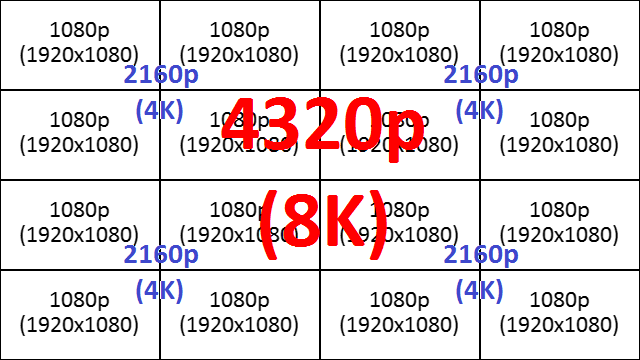
8K UHDV (4320p) comparado con 4K UHDV (2160p) y HD ready 1080p (1080p).

8K UHDV es la resolución máxima utilizada en UHDV, su resolución es de 7680 × 4320 píxeles (16:9) (33,1 megapíxeles, aprox 33,2), cuadruplica el estándar de televisión de alta definición 1080p en ambas dimensiones vertical y horizontal.

## Historia

### Predecesor
Hay diferentes resoluciones conocidas por 4K, entre ellas están 4K, un estándar emergente para resolución en cine digital y en gráficas de computadores. Y 4K UHDV (2160p) usada en la industria de la televisión digital, las cuales son representadas por el conteo de píxeles horizontales.

### 2009
JVC desarrolla un chip que le permite utilizar resolución 8K en sus proyectores.

### 2013

#### DisplayPort
La versión 1.3 del conector DisplayPort soportará la resolución 8K. Para ello utilizará un método de compresión anunciado en enero de 2013.

#### IBC 2013
Durante la IBC 2013 la televisión pública japonesa ha anunciado que los Juegos Olímpicos de Tokio 2020 se retransmitirán en resolución 8K.

#### 2018
Durante el IFA de Berlín de 2018, LG presentó el primer televisor OLED 8K del mundo.
Samsung será el primero en comercializarla a partir de octubre de este año. Con tres modelos de esta resolución -de 65, 75 y 85 pulgadas-.
El 1 de diciembre de 2018 comenzaron las emisiones en abierto en 8k de la televisión pública japonesa NHK.

## Lista de dispositivos 8K

### Televisores
- Sony Bravia Z9G 8K UHDV
- Samsung QLED 8K UHDV
- LG OLED TV 77Z9 8K UHDV
- Sharp AQUOS 8K UHDV

| Fabricante | Dispositivo     | Modelo     | Resolución  | Diagonal | PPP | Fecha de lanzamiento | MSRP         | Entradas de señal |
| ---------- | --------------- | ---------- | ----------- | -------- | --- | -------------------- | ------------ | ----------------- |
| JVC        | Proyector D-ILA | DLA-VS4800 | 8192 × 4800 |          |     |                      | 261 000 $USD |                   |

### Monitores
| Fabricante | Dispositivo | Modelo       | Resolución  | Diagonal | PPP | Fecha de lanzamiento | MSRP       | Entradas de señal |
| ---------- | ----------- | ------------ | ----------- | -------- | --- | -------------------- | ---------- | ----------------- |
| Dell       | Monitor 8K  | Dell UP3218K | 7680 × 4320 | 31.5     | 280 |                      | 5 000 $USD |                   |